# Sūrdās
Sūrdās (devanāgarī सूरदास; 1478 circa o 1483 – 1563 circa) è stato un poeta, mistico e musicista indiano.
È noto per i suoi poemi devozionali dedicati a Kṛṣṇa, come il Sūrsāgar ("L'oceano di Sūr"), la Sūrsārāvalī ("Il compendio di Sūr") e la Sāhitya-lahrī ("L'onda della letteratura").
Discepolo del filosofo Vallabhācārya, fece parte della scuola Aṣṭchāp, corrente viṣṇuita della letteratura devozionale hindī (bhakti) dedita alla venerazione del dio Kṛṣṇa. Contribuì all’arricchimento letterario e poetico della lingua braj, tanto da esserne considerato uno degli esponenti principali tra i quali figuravano anche Gaṅgā, Balbīr e Keśav. Ciò è testimoniato dalle Āine Akbarī secondo le quali fu anche un apprezzato musicista presso la corte di Akbar, terzo sovrano dell'impero Muġhal e grande patrocinatore delle arti.

## Biografia[4]
Non tutti gli studiosi concordano sulla data e il luogo di nascita di Sūrdās. Basandosi sulla Sampradāya del filosofo indiano Śrī Vallabhācārya, alcuni studiosi collocano la sua data di nascita nel 1478, ritenendo che maestro e discepolo sarebbero nati con soli 10 giorni di differenza. Lo studioso Rām Candra Śukla situa invece la nascita di Sūrdās intorno al 1483, e la morte intorno al 1563.
Riguardo al luogo di nascita, secondo le Caurāsī vaiṣṇavan kī vārtā esso corrisponderebbe a Runakatā, un distretto interno di Āgrā. Nel Bhāvprakāś viene invece ritenuto il villaggio di Sīhī, dove, secondo le ricostruzioni di alcuni studiosi, Sūrdās si sarebbe però trasferito con la sua famiglia solo in un secondo momento.

Anche la cecità di cui avrebbe sofferto Sūrdās rimane oggetto di pareri contrastanti. Considerando la predisposizione dimostrata dal poeta nel descrivere con finezza ciò che lo circondava, la maggior parte degli studiosi attuali non ritiene che egli fosse affetto da cecità. Śyāmasundar Dās  ha scritto in proposito:
(Śyāmasundar Dās, Sāhityālochan, New Delhi, Vāṇī Prakāśana, 2014.)
Sulla base dei testi Saṃskṛtavārtā Maṇipālā di Śrīnāth, contemporaneo di Sūrdās, Bhāv-Prakāś di Harirāy, Nijvārtā di Gokulnāth, Sūrdās invece sarebbe stato cieco dalla nascita, anche se questa, a detta di Hajārīprasād Dvivedī, non deve essere ritenuta la sua particolarità:
(Hajārīprasād Dvivedī, Hindī Sāhitya kā Ādikāla, New Delhi, Vāṇī Prakāśana, 1994)
Questo aspetto non avrebbe dunque influenzato in alcun modo l'universalità della sua poesia, dettagliata ed elegante, sopravvissuta per cinque secoli, né ostacolato il suo genio e la sua profonda bhakti. Paradossalmente la sua cecità gli ha consentito di vivere appieno la spiritualità.
(Stratton Hawley,John, Sūr Dās: Poet, Singer, Saint, New Delhi, Oxford university press,1984, p.14)
Vari sono gli episodi riguardanti la cecità del poeta: nel Bhaktavinod di Miyasiñh, commentario tardo della Bhaktamāl, si narra che Sūr, dopo esser stato salvato da Kṛṣṇa in una circostanza che ne avrebbe causato la morte, gli abbia chiesto espressamente di privarlo della vista per potersi completamente dedicare dal punto di vista spirituale a lui. Una variante di questo episodio è contenuta nel Bhaktavijaya di Mahipati secondo la quale Sūrdās nacque cieco per poter scontare una colpa nella sua vita precedente; vedendolo pentirsi per le sue colpe pregresse, Kṛṣṇa decise di restituirgli la vista. A questo punto però il poeta, sperimentando l'aiuto divino, preferì tornare alla cecità.
Secondo John Stratton Hawley Sūrdās nacque in una povera famiglia brahmana che non accolse particolarmente bene il problema del giovane tanto da spingerlo indirettamente ad abbandonare la propria casa all'età di circa sei anni. Dopo aver vissuto per un breve periodo non lontano dalla propria casa sotto le attente cure di un latifondista si trasferì dapprima a Mathurā dove, accorgendosi che i suoi canti non suscitavano l'interesse che egli sperava, si stabilì definitivamente in una zona tranquilla nei pressi della Yamunā, chiamata Gau ghāṭ, tra Āgrā e Mathurā. L'incontro fra il poeta e il suo futuro maestro Śrī Vallabhācārya sarebbe avvenuto proprio qui nel 1510. Le Caurāsī vaiṣṇavan kī vārtā non specificano però per quale motivo Śrī Vallabhācārya si trovasse in quel luogo.
Śrī Vallabhācārya, profondamente colpito dal talento e dal genio di questi, lo avrebbe iniziato alla corrente del Puṣṭimārg dopo essersi reso conto che Sūrdās non era a conoscenza delle vicende di Kṛṣṇa contenute nel Bhāgavata Purāṇa, in particolare spiegandogli il suo intero commentario al riguardo, la Subodhinī. Śrī Vallabhācārya rappresenterà per lui un vero e proprio punto di riferimento che non solo gli permetterà di avvicinarsi alla filosofia hindū e ricevere maggiore ispirazione e creatività sul piano artistico ma anche di adottare uno stile di vita perfettamente conforme ad essa, tipico di un pio hindū. Celibe, Sūrdās vivrà delle offerte ricavate dalla recitazione dei bhajan (canti devozionali) e dagli insegnamenti di materia religiosa che impartiva.
Tra gli episodi leggendari che lo riguardano ve n'è uno in particolare citato nell'undicesimo capitolo delle Caurāsī vaiṣṇavan kī vārtā che evidenzia la disperazione provata da Sūrdās per aver composto soli 100.000 versi dei 125.000 che si era prefissato di dedicare al suo Signore il quale gli fornirà così i restanti 25.000 firmandosi come Sūr Syam ovvero il Kṛṣṇa di Sūr.
Trascorse il resto della sua vita in territorio Braj dove continuò a cantare le lodi per il suo Signore fino alla sua morte, corrispondente alla fine del servizio spirituale (mānasī sevā), che si ritiene sia avvenuta tra il 1563 e il 1591 nel villaggio di Pārsaulī, luogo legato agli incontri di Kṛṣṇa con le gopī e Rādhā, nelle vicinanze di Gowardhan.

## Opere
Le cinque principali opere letterarie scritte da Sūrdās sono le seguenti:
1.    Il Sūrsāgar, la sua opera più importante, costituita originariamente da 125.000 strofe;
2. La Sūrsārāvalī;
3. La Sāhitya-lahrī, nella quale sono inclusi versi non attribuibili con certezza all’autore;
4. Nal-damayantī;
5. Byāhalo.
La Nāgarī Pracāriṇī Sabhā attribuisce a Sūrdās 16 opere tra cui, oltre a quelle già citate, è presente il commentario Daṣamskandha (decima raccolta) del Byāhalo, Nāgalīlā, Bhāgvata, Govardhana Līlā, Sūrpacīsī, Sūrsāgar Sār, Prāṇapyārī.
Il tema principale del Sūrsāgar è quello della narrazione in forma poetica delle vicende di Śrī Kṛṣṇa ( Kṛṣṇa līlā ovvero “giochi di Kṛṣṇā”), ambientate in territorio Braj (zona situata prevalentemente nell'attuale stato dell'Uttar Pradeś e comprendente Āgrā e Mathurā), con l'aggiunta, nelle sue pādā (componimenti), di altri temi trattati più superficialmente, come quello della preghiera (vinaya). È quest'opera ad aver reso la sua poesia grande ed immortale.
La Sūrsārāvalī è ricca di descrizioni, racconti mitologici e altri eventi legati alla vita di Kṛṣṇa. Due distici finali esprimono la gratitudine nei confronti del maestro Vallabhācārya, grazie al quale Sūrdās ha scoperto i segreti dell'amore verso Kṛṣṇā .
Per alcuni studiosi come Vrajeshwar Verma, la Sāhitya-lahrī non dovrebbe essere attribuita a Sūrdās in quanto né lo stile né la materia trattata rispecchiano il lavoro del poeta, propenso ad esplicitare la sua devozione verso Kṛṣṇa; si tratterebbe infatti di una prosodia riguardo al Nāyākābhed.
Inoltre una serie di passi poetici suggeriscono di esser stati composti prima che il poeta incontrasse il maestro Śrī Vallabhācārya. Ciò lo si afferma sia in virtù della loro collocazione (nella maggior parte dei manoscritti infatti essi sono generalmente collocati alla fine), sia per le tematiche trattate; in merito a ciò sono stati identificati tentativi da parte della Sampradāya di collocare questi ultimi nel solco della loro tradizione fornendo per essi una interpretazione tutt'altro che oggettiva ed avvicinando in questo modo il più possibile Sūrdās alla tradizione stessa. Questi componimenti identificati nella letteratura Vārtā come Jñān Vairāgya (saggezza e rinuncia) sono di due tipi: quelli riguardanti il desiderio e la bramosia (viraha) e quelli di supplica (vinaya: questo termine diverrà poi il termine standard per identificare i versi in generale).

## Temi e caratteristiche della poesia di Sūrdās
La caratteristica principale è la svābhāviktā ovvero la naturalezza e spontaneità con cui egli inserisce proverbi, vecchie leggende, riferimenti ad eventi passati,  presentando in alcuni casi anche versi enigmatici o kūṭ pad, nel mondo di Kṛṣṇa.  L'idea di fondo delle opere di Sūrdās riguarda il concetto di salvezza: l’uomo può raggiungerla solo attraverso la grazia di Kṛṣṇa. Questa bhakti (devozione) a Kṛṣṇā  supera qualsiasi tipo di differenza esistente fra gli individui (le azioni ,quindi il karma, la condizione sociale o la conoscenza) Egli si è inoltre distinto per aver paragonato questa bhakti ad una sorta di passione fra due amanti mostrando la sua profonda devozione ed il suo amore attraverso le rifinite descrizioni che egli offre come quella dell'innamorata Rādhā nel momento della sua separazione da Kṛṣṇa o nelle composizioni poetiche riguardanti la Kṛṣṇa-līlā. Non mancano, inoltre, brevi accenni di umorismo e satira soprattutto nai dialoghi tra le gopī e Uddhav,  insiti nella sua opera intitolata “Bhramargīta”, non eminente per quanto riguarda la tematica amorosa. Egli è autore di un quadro complessivo dell’infanzia di Kṛṣṇa dettagliato che si sofferma sulla dimensione psicologica, mettendo così in evidenza un'acuta capacità di analisi e una notevole intelligenza : descrivendo infatti i dubbi, le invidie, i desideri, le aspirazioni degli adolescenti, si delinea un Onnipresente Kṛṣṇa nelle sembianze di un ragazzo comune. L'idea del bambino divino inserito in un contesto terreno e profano non è un semplice artificio poetico ma, per la tradizione, rappresenta una vera e propria corrispondenza tra le due dimensioni, quella spirituale con quella terrena.
Il linguaggio impiegato è semplice ed eloquente. Notevole è anche la sua abilità nell’uso delle figure retoriche, aspetto da non sottovalutare nella sua poetica. A tal proposito Hajārīprasād Dvivedī s'è espresso in merito alla forza del contenuto poetico di Sūrdās : “Quando Sūrdās inizia a descrivere il suo tema prediletto, allora è come se porgendo i suoi complimenti alla disciplina degli abbellimenti (Alaṃkār-Śāstr) è solito inseguirla. È come se le similitudini lo stessero inondando e le metafore abbiano cominciato a piovere.” Dunque proprio per la scelta attenta dei vocaboli, l'uso delle figure retoriche e la piacevole musicalità dei suoi versi , non è fuori luogo sostenere che proprio Sūrdās sia stato il primo a dare alla lingua braj quella forma letteraria che noi tutti oggi conosciamo.